# Máy in thẻ
Máy in thẻ là một máy in để bàn điện tử với nhiệm vụ in ấn và cá nhân hoá thẻ nhựa. Trong việc in thẻ cá nhân, chúng được tiêu chuẩn hóa. Kích thước thẻ thường là 85,60 x 53,98 mm, tiêu chuẩn hóa theo tiêu chuẩn ISO / IEC 7810 ID-1. Định dạng này cũng được sử dụng trong thẻ ATM, thẻ điện thoại, vé điện tử, CMTND và thẻ bảo hiểm y tế. Các thẻ này cũng được biết tới như thẻ ngân hàng,... Máy in thẻ được kiểm soát bởi các trình điều khiển máy in tương ứng hoặc bằng các phương tiện của một ngôn ngữ lập trình cụ thể.

## Quá trình
Các máy in thẻ sử dụng một nguyên tắc như nhau: thẻ nhựa được thông qua cho vào một đầu in nhiệt cùng một lúc như một dải ruy băng có màu. Màu sắc từ băng được chuyển vào thẻ thông qua nhiệt từ đầu in. Việc thực hiện tiêu chuẩn cho in thẻ là 300 dpi (300 chấm trên mỗi inch, tương đương 11,8 chấm trên mỗi mm). Có các quy trình in ấn khác nhau, chúng khác nhau về chi tiết:

### Truyền nhiệt
Chủ yếu được sử dụng để cá nhân hoá thẻ nhựa in sẵn trong đơn sắc. Màu sắc được "chuyển giao" từ ribbon màu (đơn sắc) vào thẻ.

### Nhuộm thăng hoa
Quá trình này sử dụng bốn tấm màu sắc theo các ribbon màu CMYK. Thẻ được in đi theo đầu in nhiều lần mỗi lần với bảng điều khiển băng tương ứng. Mỗi màu sắc trong lần lượt là khuếch tán (thăng hoa) trực tiếp lên thẻ. Vì vậy, nó có thể tạo ra một màu có độ sâu cao (lên đến 16 triệu màu) trên một thẻ. Sau đó một lớp phủ trong suốt (O) còn được biết đến như một lớp phủ ngoài (T) được đặt trên thẻ để bảo vệ nó khỏi hao mòn cơ khí và để làm cho khả năng chống tia UV in hình ảnh.

### Công nghệ đảo ngược hình ảnh
Các tiêu chuẩn cho các ứng dụng thẻ bảo mật cao sử dụng liên lạc và thẻ chip thông minh không tiếp xúc. Công nghệ in hình ảnh lên mặt dưới của một bộ phim đặc biệt qua bề mặt của thẻ thông qua nhiệt và áp suất. Vì quá trình này chuyển thuốc nhuộm và nhựa trực tiếp vào một bộ phim trơn tru, linh hoạt, đầu in không bao giờ tiếp xúc với bề mặt thẻ riêng của mình. Như vậy, sự gián đoạn bề mặt thẻ như chip thông minh, rặng núi gây ra bởi nội bộ RFID râu và các mảnh vỡ không ảnh hưởng đến chất lượng in. Thậm chí in trên các cạnh là có thể.

### Quá trình nhiệt in ghi lại
Ngược lại phần lớn các máy in thẻ khác, trong quá trình ghi lại thẻ không được cá nhân hoá thông qua việc sử dụng một dải ruy băng màu sắc, nhưng bằng cách kích hoạt một lá nhiệt nhạy cảm trong chính các. Các thẻ này có thể được cá nhân hoá nhiều lần, tẩy xóa và viết lại. Việc sử dụng thường xuyên nhất trong số này là chip dựa trên chứng minh học sinh, có hiệu lực thay đổi mỗi học kỳ.

## Tùy chọn
Bên cạnh các chức năng cơ bản của thẻ in, máy in thẻ cũng có thể đọc và mã hóa dải từ cũng như liên lạc và liên hệ với thẻ chip RFID (thẻ thông minh) tự do. Vì vậy, máy in thẻ cho phép mã hóa thẻ nhựa trực quan và hợp lý.
Có sự khác biệt giữa các máy in thẻ duy nhất và hai mặt với một trạm lật tự động. Thẻ nhựa cũng có thể ép sau khi in. Thẻ nhựa được dát mỏng sau khi in để đạt được một sự gia tăng đáng kể độ bền và mức độ lớn hơn của công tác phòng chống sao chép bất hợp pháp.

## Ứng dụng
Cùng với việc sử dụng việc chấm công truyền thống và kiểm soát truy cập (đặc biệt với hình ảnh cá nhân), vô số ứng dụng khác đã được tìm thấy cho thẻ nhựa, ví dụ như cho khách hàng cá nhân và thẻ thành viên cho các môn thể thao bán vé và trong các hệ thống giao thông công cộng địa phương để sản xuất vé tháng, thẻ thông minh, cho việc sản xuất các trường học và chứng minh đại học cũng như cho sản xuất thẻ ID quốc gia.